# Mar-biti-ahhe-iddina
Mar-biti-ahhe-iddina (Mār-biti-aḫḫē-iddina) was in 941 v.Chr.(?) korte tijd koning van Babylonië.
Koningslijst A iii 18' draagt mogelijk enige sporen van zijn naam, maar niets is zeker.
De synchronistische kroniek Assur14616c iii 11 vermeldt een deel van zijn naam, geschreven als [...]-PAP.AŠ tegenover Tiglat-Pileser I als zijn Assyrische tijdgenoot.
Zowel document KAV 182 iii 8' als KAV 10 ii 5' vermeldt hem, maar met -aḫa-  in plaats van -aḫḫē- in zijn naam              .
Verder wordt hij tijdens het bewind van zijn vader Nabu-mukin-apli genoemd als een getuige in een juridisch document, samen met zijn broer en voorganger.
Met hem komt de kortstondige achtste dynastie van Babylon tot een einde. De omstandigheden waaronder dit gebeurde, zijn niet bekend.